# حرمله، ادلب
حرمله (به عربی: حرملة) یک روستا در سوریه است که در ناحیه ابوالظهور واقع شده‌است. حرمله ۱٬۳۸۰ نفر جمعیت دارد.